# YURA
YURA（ユーラ、2003年8月18日 - ）は、日本の男性キックボクサー。ダイアタイガージム所属。初代BreakingDownフェザー級王者。本名、甲野 裕頼。宮崎県宮崎市出身。

## 来歴
日本人の父とロシア人の母との間に生まれる。小学校2年生時からフルコンタクト空手を始め、小学5年生時（2014年）には、「第7回正道ジュニアフェス（全日本選手権）」で優勝している。正道会館の宮崎県本部で空手を習い、中学2年生時にキックボクサーに転向。宮崎日本大学高校、宮崎情報ビジネス専門学校健康スポーツトレーナーコース出身。

### キックボクサーとしての主な経歴
- 2018年、ピーター・アーツ主宰「ピーターアーツスピリット」60kg以下優勝[3]。
- 2021年8月、K‐1甲子園 -65kgトーナメント準優勝[3][6]。
- 2021年10月、競拳インターナショナル主催「IKC」第4代ウェルター級王者[7][8]。
- 2022年、啓道館主催「JAPAN CUP KICK」初代ウェルター級王者[2][9]。
- 2023年2月、RKS顕修塾主催「RKS」第3代ウェルター級王者[2][10]。

### BreakingDown出場以降
2023年5月、高校の先輩である安井飛馬に推薦され、「BreakingDown8」でBreakingDownに初出場。大会前のオーディションでは、「飯田（将成）さん以上に強い自信がある」とアピールし、本戦では同じ宮崎県出身でプロ無敗の外枦保尋斗と対戦し、KO勝利。この試合でベストKO賞を受賞した。BreakingDown CEOの朝倉未来もこの試合を高く評価し、「かなり有望」、「RIZINに行くまで見えた」、「BreakingDownの顔ですよ」などと話した。
同年7月開催の「BreakingDown8.5」に出場し、「秋山成勲の秘蔵っ子」の韓国人選手ミスター・ホンデと対戦。総打撃数でホンデを下回り判定負け。
同年10月に九州プロキックボクシング実行委員会主催の「KPKB vol.15」に出場し、栗原陵に3回KO勝利。
同年11月、「BreakingDown10」でRISE出場選手である大威と対戦し、延長ラウンドでKO勝利。12月には「RISE WEST.21」でRISEに初出場し、ねぎ魔神と対戦。2回中盤にダウンを奪われるも、3回にダウンを2度奪い返し、判定勝利。
2024年2月、「BreakingDown11」で総合格闘家の西谷大成と対戦。大会前のオーディションで西谷に対戦要求され、キックルールでの試合が決定した。試合前日記者会見では西谷の提案によりBreakingDownの引退を賭けて戦うことで合意した。試合は2度のダウンを奪いKO勝利。
同年3月にRISEが開催した「RISE ELDORADO 2024」に出場。同じ宮崎県出身でRISEスーパーライト級（65kg）9位のKENTAと対戦し、判定3-0で勝利。
同年6月に開催された「BreakingDown12」よりBreakingDown初代ライト級王座決定トーナメントに出場。1回戦で喧嘩自慢のラッパーであるLARGE HIGHと対戦。試合前日記者会見ではLARGE HIGHに「喧嘩とかしたことないやろ、教えたるわ」などと挑発されるが、笑顔で「格闘技なら誰にも負けない」と返した。試合は判定5-0で勝利。9月に開催された「BreakingDown13」では準決勝で山本隆寛と対戦。第1ラウンドでは互いが相手をふらつかせる攻防を繰り広げ、延長ラウンドでも打ち合いを続けたが、有効打を多くもらっていた。判定0-5で敗北。優勝候補と目された中での準決勝敗退となった。
同年10月に開催されたYA-MANがプロデュースするキックボクシングイベント「FIGHT CLUB.2」に出場し、木村“ケルベロス”颯太と対戦。1回終盤にダウンを奪われ、2回に2度ダウンを奪い返し、3回序盤でもダウンを奪うと相手コーナーからタオルが投入され、TKO勝利。試合後の勝利者マイクでは、BreakingDownに出場しながらプロでやっていけるのかと問われる中で、RISEの65キロ級王座を目指すと語った。試合後の記者会見では、拠点を宮崎県から東京都に移すことを明かし、本格的にRISEで上を目指していくと話した。なお、「FIGHT CLUB.2」の本来のメインイベントはYA-MANと木村“フィリップ”ミノルであったが、木村が逮捕されたことにより中止となり、YURAと木村“ケルベロス”颯太の試合が繰り上げでメインイベントとなった。

### BreakingDownフェザー級王座獲得
2024年12月8日に開催された「BreakingDown14」のフェザー級1dayトーナメントに出場し、1回戦で細川一颯に判定勝利、準決勝で井原良太郎に判定勝利、決勝でNAOにKO勝利し、優勝。BreakingDown初代フェザー級王者となった。トーナメント1回戦で対戦予定であったピーター・ダネソが急遽出場キャンセルとなり、同じく対戦相手が出場キャンセルとなった細川と1回戦での対戦が決まった。
同年12月31日にRIZINが開催した「RIZIN DECADE」で行われた、朝倉未来率いる「BreakingDown軍」と平本蓮率いる「BLACK ROSE軍」の対抗戦『雷神番外地』に「BreakingDown軍」の選手として出場。朝久泰央と対戦し、1回と3回にダウンを奪われ、ダウンを奪い返すも判定0-3で敗北。
2025年3月にRISEが開催した「RISE ELDORADO 2025」に出場し、山口裕人と-65キロ契約・オープンフィンガーグローブマッチで対戦。左ジャブで山口からダウンを奪った後、ジャブの強打で山口がふらついたところで一気にラッシュをかけて再びダウンを奪い、1回1分23秒KO勝利。勝利後、YA-MANが保持している「オープンフィンガーグローブマッチ -65.0kg級」のベルトを獲りに行きたいと話した。
2025年7月2日にRISEが行った「RISE WORLD SERIES 2025 TOKYO」の追加対戦カード発表記者会見で、RISEがGLORYとともに開催するフェザー級（-65kg）トーナメント「GLORY×RISE LAST FEATHERWEIGHT（-65kg）STANDING TOURNAMENT」（以下、GLORY×RISE フェザー級トーナメント）に出場し、中国人選手のコン・デシャンと対戦することが発表された。
2025年7月13日におおきにアリーナ舞洲で開催された「BreakingDown16」のフェザー級タイトルマッチで挑戦者の井原良太郎と「BreakingDown14」ぶりに再戦。1回45秒過ぎに左がクリーンヒットし、ダウンを奪う。判定5-0で勝利し、王座初防衛。
2025年8月2日にRISEが開催した「RISE WORLD SERIES 2025 TOKYO」で行われたGLORY×RISE フェザー級トーナメント1回戦でコン・デシャンと対戦し、1回に右ストレートでダウンを奪い、さらに右ストレートをヒットさせて1回1分33秒KO勝利。試合後インタビューでは、右ストレートについて「BreakingDownに出始めて倒したいって気持ちが上がってから、自分で右ストレートの打ち方を学んで。そうしたら右ストレートがだんだんと武器になっていったという感じです」と話している。

## 戦績

### プロキックボクシング
| キックボクシング 戦績 | キックボクシング 戦績 | キックボクシング 戦績 | キックボクシング 戦績 | キックボクシング 戦績 | キックボクシング 戦績 | キックボクシング 戦績 |
| --------------------- | --------------------- | --------------------- | --------------------- | --------------------- | --------------------- | --------------------- |
| 17 試合               | (T)KO                 | 判定                  | その他                | 引き分け              | 無効試合              |                       |
| 16 勝                 | 8                     | 8                     | 0                     | 0                     | 0                     |                       |
| 1 敗                  | 0                     | 1                     | 0                     | 0                     | 0                     |                       |

| 勝敗 | 対戦相手             | 試合結果                          | 大会名                                                                                           | 開催年月日     |
| ○    | コン・デシャン       | 1R 1:33 KO（右フック）            | RISE WORLD SERIES 2025 TOKYO 【GLORY×RISE LAST FEATHERWEIGHT（-65kg） STANDING TOURNAMENT1回戦】 | 2025年8月2日   |
| ○    | 山口裕人             | 1R 1:23 KO（左フック）            | RISE ELDORADO 2025                                                                               | 2025年3月29日  |
| ×    | 朝久泰央             | 3R終了 判定0-3                    | RIZIN DECADE                                                                                     | 2024年12月31日 |
| ○    | 木村"ケルベロス"颯太 | 3R 0:14 KO（左フック）            | FIGHT CLUB.2                                                                                     | 2024年10月5日  |
| ○    | KENTA                | 3R終了 判定3-0                    | RISE ELDORADO 2024                                                                               | 2024年3月17日  |
| ○    | ねぎ魔神             | 3R終了 判定3-0                    | RISE WEST.21                                                                                     | 2023年12月3日  |
| ○    | 栗原陵               | 3R 1:10 TKO（レフェリーストップ） | KPKB vol.15                                                                                      | 2023年10月15日 |
| ○    | 漁鬼                 | 3R終了 判定3-0                    | BEAST.05                                                                                         | 2023年4月23日  |
| ○    | ヴィクトル・アキモフ | 3R TKO（タオル投入）              | RKS GOLD RUSH XI 【RKSウェルター級タイトルマッチ】                                               | 2023年2月19日  |
| ○    | カヅキ               | 2R 0:41 TKO（タオル投入）         | JAPAN CUP KICKBOXING Vol.4 【JAPAN CUPウェルター級タイトルマッチ】                               | 2022年11月4日  |
| ○    | 小野寺天汰           | 3R終了 判定2-1                    | アクセル53                                                                                       | 2022年7月18日  |
| ○    | 桜井力               | 2R 2:40 KO                        | JAPAN CUP KICKBOXING Vol.3 【JAPAN CUPウェルター級タイトルマッチ】                               | 2022年5月15日  |
| ○    | 西田浩樹             | 3R終了 判定3-0                    | KING OF SOUL vol.4                                                                               | 2022年2月13日  |
| ○    | トム                 | 3R終了 判定3-0                    | 競拳 20 【IKCウェルター級タイトルマッチ】                                                        | 2021年10月31日 |
| ○    | 中泉翔               | 3R終了 判定3-0                    | KING OF SOUL vol.2                                                                               | 2020年11月22日 |
| ○    | 瀬戸寿輝也           | 3R終了 判定                       | THE突破 25                                                                                       | 2019年7月21日  |

### アマチュアキックボクシング
| 勝敗 | 対戦相手         | 試合結果                   | 大会名                                                                      | 開催年月日     |
| ○    | 井原良太郎       | 1分1R終了 判定5-0          | Breaking Down16 【BreakingDownフェザー級タイトルマッチ】                    | 2025年7月13日  |
| ○    | NAO              | 1R 0:24 KO（右ストレート） | Breaking Down14 【BreakingDownフェザー級王座決定トーナメント決勝】          | 2024年12月8日  |
| ○    | 井原良太郎       | 1分1R+延長1R終了 判定5-0   | Breaking Down14 【BreakingDownフェザー級王座決定トーナメント準決勝】        | 2024年12月8日  |
| ○    | 細川一颯         | 1分1R終了 判定5-0          | Breaking Down14 【BreakingDownフェザー級王座決定トーナメント1回戦】         | 2024年12月8日  |
| ×    | 山本隆寛         | 1分1R+延長1R終了 判定0-5   | BreakingDown13 【BreakingDownライト級王座決定トーナメント準決勝】           | 2024年9月1日   |
| ○    | LARGE HIGH       | 1分1R終了 判定5-0          | BreakingDown12 【BreakingDownライト級王座決定トーナメント1回戦】            | 2024年6月2日   |
| ○    | 西谷大成         | 1R 0:53 KO（右ストレート） | BreakingDown11                                                              | 2024年2月18日  |
| ○    | 大威             | 2R 0:07 KO（右ストレート） | BreakingDown10                                                              | 2023年11月23日 |
| ×    | ミスター・ホンデ | 1分1R終了 判定0-2          | BreakingDown8.5                                                             | 2023年7月1日   |
| ○    | 外枦保尋斗       | 1R 0:29 KO（右ストレート） | BreakingDown8                                                               | 2023年5月21日  |
| ×    | 古宮晴           | 3分1R終了 判定0-3          | K-1甲子園2021～高校生日本一決定トーナメント～ 【-65kgトーナメント決勝】     | 2021年8月29日  |
| ○    | 鈴木和人         | 2分1R終了 判定3-0          | K-1甲子園2021～高校生日本一決定トーナメント～ 【-65kgトーナメント準決勝】   | 2021年8月29日  |
| ×    | 古宮晴           | 2分1R終了 判定0-3          | K-1甲子園2020～高校生日本一決定トーナメント～ 【-65kgトーナメント準決勝】   | 2020年8月2日   |
| ○    | 有馬竜之介       | 2分1R終了 判定3-0          | K‐1甲子園2019～高校生日本一決定トーナメント～ 【-65kgトーナメント準々決勝】 | 2019年8月4日   |

## 獲得タイトル
- 第4代IKCウェルター級王者（2021年）
- 初代JAPAN CUPウェルター級王者（2022年）
- 第3代RKSウェルター級王者（2023年）
- 初代BreakingDownフェザー級王者（2024年）